# Johann Friedrich Arndt

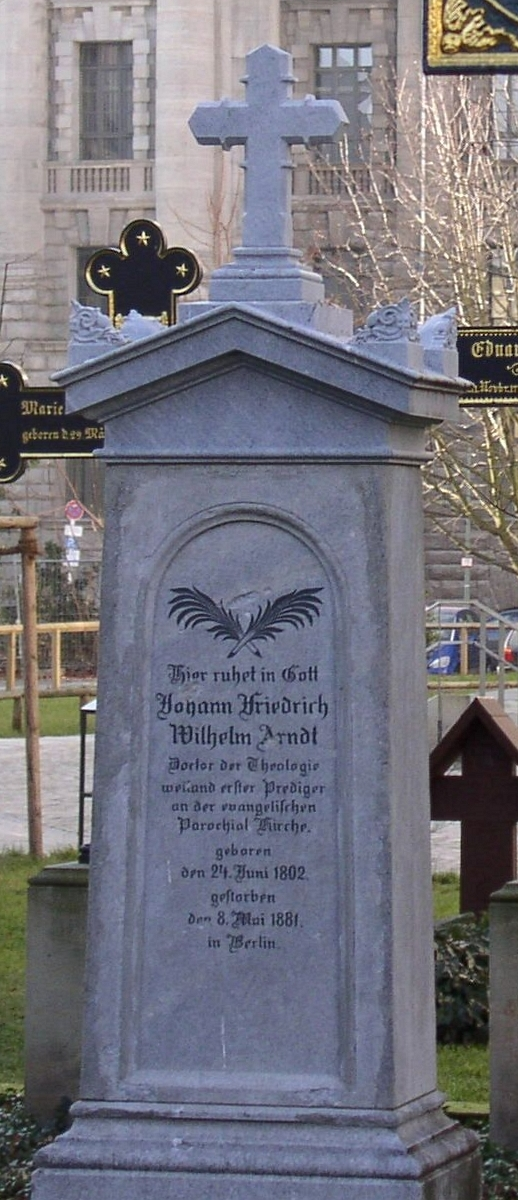
Grabstein auf dem Parochialkirchhof in Berlin

Johann Friedrich Wilhelm Arndt (* 24. Juni 1802 in Berlin; † 8. Mai 1881 ebenda) war ein deutscher evangelischer Prediger.

## Leben
Arndt stammte aus einer einfachen Handwerkerfamilie. Durch seine Lehrer gefördert und mit einem Stipendium ausgestattet, konnte Arndt ab 1820 in Berlin Theologie studieren. Hier war vor allem der Hofprediger Gerhard Friedrich Strauß sein Lehrer.
Durch dessen Fürsprache bekam Arndt sofort nach seinem Studium 1829 eine Anstellung am Dom zu Magdeburg als Hilfsprediger. 1833 wechselte er als "Zweiter Prediger" an die Parochialkirche (Berlin) nach Berlin und avancierte sieben Jahre später dort zum "Ersten Prediger". Dieses Amt hatte er bis zu seiner Pensionierung 1875 inne. Als einer der bedeutendsten Prediger des 19. Jahrhunderts hatte Arndt sehr großen Einfluss am königlichen Hof.
Im Alter von 78 Jahren starb Johann Friedrich Wilhelm Arndt am 8. Mai 1881 in Berlin.

## Werke
- Johann Arndt, weiland General-Superintendent des Fürstenthums Lüneburg. Ein biographischer Versuch. Oehmigke, Berlin 1838. (Digitalisat in der Digitalen Bibliothek Mecklenburg-Vorpommern)
- Morgenklänge aus Gottes Wort. Ein Erbauungsbuch auf alle Tage im Jahre. (1843)
- Abendklänge aus Gottes Wort. Ein Erbauungsbuch auf alle Tage im Jahre. (1841)
- Die Bergpredigt Jesu Christi. Predigten in der Trinitatiszeit 1837 und 1838 gehalten von Friedr. Arndt, Prediger an der Parochialkirche zu Berlin.  (1839)